# Alice Svensson
Alice Cecilia Linh Svensson (sinh 11 tháng 7 năm 1991 tại Hà Nội) là một ca sĩ Thụy Điển gốc Việt và hiện là thí sinh của cuộc thi Idol 2008. Alice được một gia đình Thụy Điển nhận làm con nuôi ở Việt Nam khi cô mới 10 tháng tuổi, kể từ đó cô sống ở thành phố Hedesunda.

## Sự nghiệp
Alice đã tham gia một số cuộc thi tài năng như Talang 2007, Super Troupers năm 2004 và chương trình biểu diễn trẻ em trên kênh TV4 Lattjo lajban, tất cả các chương trình trên đều là các chương trình được truyền hình trực tiếp.